# Centre de recherche et de développement en sciences de la santé
 (janvier 2015).
Si vous disposez d'ouvrages ou d'articles de référence ou si vous connaissez des sites web de qualité traitant du thème abordé ici, merci de compléter l'article en donnant les références utiles à sa vérifiabilité et en les liant à la section « Notes et références ».
Le Centre de Recherche et de Développement en Sciences de la Santé (CIDICS) de l’Universidad Autónoma de Nuevo León (UANL), ouvert en 2009, est une infrastructure d'enseignement et de recherche dans les domaines de la santé, de la biomédecine et de la biotechnologie.
Son siège est situé sur le Campus des Sciences de la Santé de l’UANL à Monterrey (Nuevo León, Mexique).

## Implantation
Le CIDICS comprend des laboratoires de recherche multidisciplinaires. Il est situé dans un bâtiment de six étages pour une surface de 15 500 m2, sur le Campus des Sciences de la Santé de l’UANL à Monterrey (Nuevo León) Mexique. 

## Historique
La construction du CIDICS a commencé en décembre 2006 sur une proposition du Secrétaire Général de l’UANL de l’époque, Jesús Ancer Rodríguez ainsi que d’un groupe d’universitaires. Le centre a été inauguré le 29 septembre 2009 par le Gouverneur de l’État de Nuevo León, José Natividad González Parás et le recteur de l’UANL, José Antonio González Treviño. 
Le CIDICS (ex-CIDCS) est un centre de recherche multidisciplinaire regroupant des enseignants chercheurs de l’UANL.  

### Organisation
CIDICS comporte les sevices suivants : administration ; coordination académique ; gestion des connaissances ; biosécurité ; relations publiques ; informatique. 

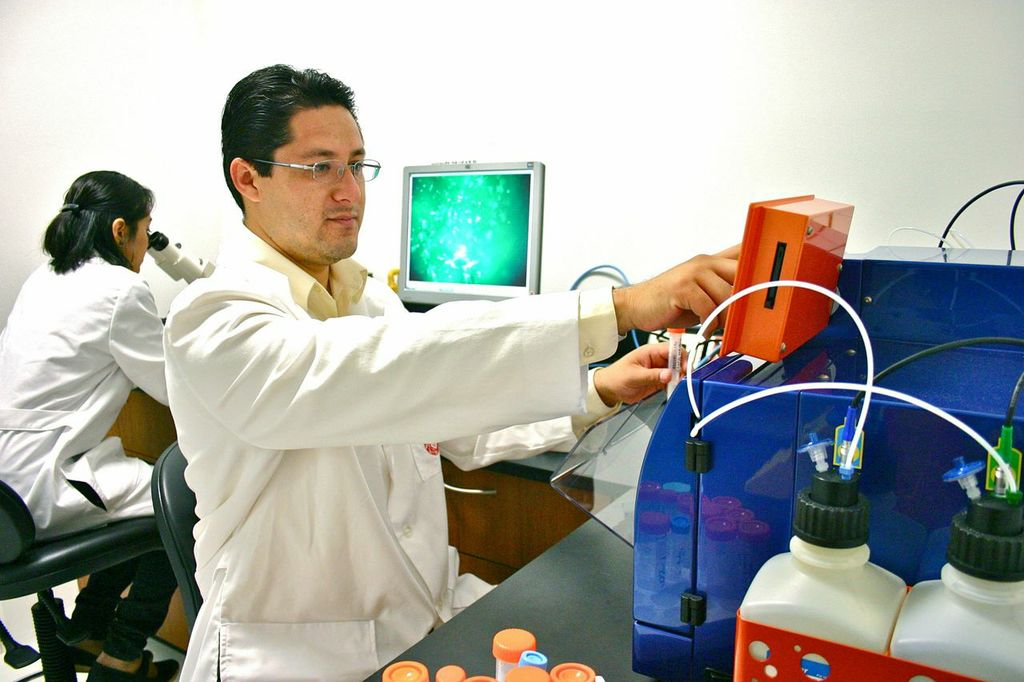
Laboratoire de thérapie génique et cellulaire

## Contexte

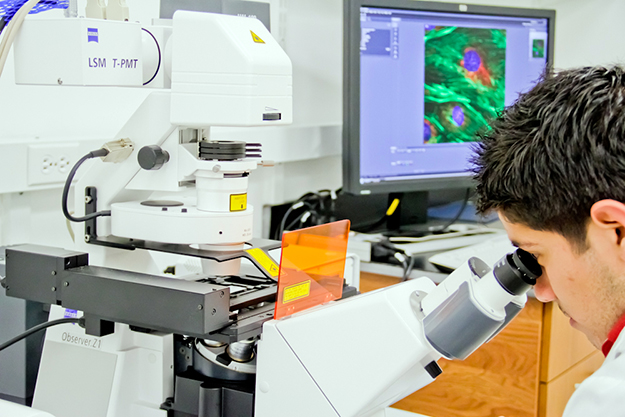
Unité Bio-Image

Le CIDICS est actif dans les domaines de la santé publique. Les laboratoires associés étudient la génomique et la protéomique. Il dispose par exemple d’une équipe de pyroséquençage et plusieurs plateformes analysent l’hybridation génomique comparative et les puces à ADN ; un laboratoire se spécialise dans la culture des souches mère[Quoi ?] et d’études en thérapie génique.
Le Centre comporte des groupes de travail dans plusieurs spécialités : bioéthique, bio-imagerie, biosécurité, Recherche clinique et pharmacologique, thérapie génique et Cellulaire (Thérapie expérimentale), etc.